# Oreopanax iodophyllus
Oreopanax iodophyllus är en araliaväxtart som beskrevs av Hermann Harms. Oreopanax iodophyllus ingår i släktet Oreopanax och familjen Araliaceae. Inga underarter finns listade.